# Uilson
Uilson Pedruzzi de Oliveira (Nanuque, 28 de Abril de 1994), é um ex-futebolista brasileiro que atuava como goleiro.

## Clubes
Uilson juntou configuração juventude de Atlético Mineiro em 2005, com onze anos de idade, depois de uma breve passagem pelo América Mineiro. Em 2011, foi Campeão Sul-Americano Sub-17 com a Seleção Brasileira, no Equador. No mesmo ano, foi convocado para o Mundial Sub-17, no México, em que a Seleção terminou na quarta posição.
Fez sua estreia em 25 de outubro de 2014 ao substituir em campo Cesinha em uma vitória por 3-2 em casa contra o Sport Recife, após a partida Victor foi expulso. Em 7 de dezembro de 2014, Uilson fez sua primeira partida jogando os 90 minutos em um empate sem gols contra o Botafogo.
Em janeiro de 2017, foi eleito o MVP (Most Valuable Player) do Challenge Clash of Nations da Florida Cup. Posteriormente, ficou 23 meses longe dos gramados devido a lesões no joelho.
Uilson deixou o Atlético ao fim da temporada 2019.
Em 9 de janeiro de 2020, acertou com o Coimbra. Ele deixou o Coimbra no fim de 2020, e assim nunca mais assinou o contrato com outro clube. Desde então abriu uma escola de goleiros em Contagem.

## Seleção Brasileira
Foi convocado para a Seleção Brasileira Olímpica que disputou os Jogos Olímpicos de 2016. O time conquistou a inédita medalha de ouro para o país. Embora não tenha atuado em nenhuma partida dos Jogos, o goleiro foi destaque nos treinamentos e chegou a ser chamado de "São Uilson" por parte da imprensa.

## Títulos
Categoria de Base
- Torneio Campeões do Futuro BH Sub-17 - 2010

Atlético Mineiro
- Recopa Sul-Americana: 2014
- Copa do Brasil: 2014
- Campeonato Mineiro: 2015, 2017
- Florida Cup: 2016

Seleção Brasileira
- Campeonato Sul-Americano Sub-17: 2011[4]
- Jogos Olímpicos: 2016

### Prêmios individuais
- Melhor Jogador (MVP) da Florida Cup: 2017 [21]